# Вомперский, Станислав Эдуардович
Станисла́в Эдуа́рдович Вомпе́рский (род. 20 марта 1930, Борисоглебск) — советский и российский биолог, специалист в области лесоведения, болотоведения, гидролесомелиорации, доктор биологических наук, профессор, член-корреспондент Академии наук СССР (1990), академик Российской академии наук (2003).

## Биография
Родился в 1930 г. в городе Борисоглебске в семье служащих, там же окончил среднюю школу. В 1952 году окончил Ленинградскую лесотехническую академию. В 1956 году защитил кандидатскую диссертацию на тему «Влияние осушения и качества торфа на рост молодняков сосны искусственного и естественного происхождения». В 1969 году защитил докторскую диссертацию на тему «Биологические основы эффективности лесоосушения». В 1989 г. присвоено звание профессора. В 1990 г. был избран членом-корреспондентом АН СССР по Отделению общей биологии (лесоведение), а в 2003 г. — академиком РАН (по Отделению биологических наук). Директор Лаборатории лесоведения АН СССР / Института лесоведения РАН (1978—2004). Главные направления научной деятельности: экология лесов, структурно-функциональная организация и продуктивность лесных и болотных биогеоценозов.

### Семья
Женат, имеет дочь.

## Основные работы
- Биологические основы эффективности лесоосушения. М., 1968;
- Гидрологический режим реки Кубани в связи с хозяйственным использованием бассейна / Мин. лесхоза РСФСР. Ставрополь. 1970 (в соавт.);
- Лесоосушительная мелиорация, М., 1975 (в соавт.);
- Биогеоценологическое изучение болотных лесов в связи с опытной гидромелиорацией. М.: Наука, 1982 (редактор);
- Формирование и режим стока при гидролесомелиорации. М.: Наука, 1988 (в соавт.);
- Роль болот в круговороте углерода // Чтения памяти акад. В. Н. Сукачева. М., 1994. [Вып. 11]: Биогеоценотические особенности болот и их рациональное использование.

## Награды
- Орден Александра Невского (2021)[4]
- Орден Дружбы (1998)[5]
- Орден «Знак Почёта» (1971)
- Премия имени В. Н. Сукачёва (2007) — за серию работ «Продуктивность, структурно-функциональная организация и биосферная роль экосистем болот и осушаемых лесов»